# Le Musée du Havre
Le Musée du Havre est un tableau réalisé par le peintre français Claude Monet en 1873. Cette huile sur toile est un paysage urbain qui représente le musée d'art du Havre, en Normandie, alors que sa façade est en partie masquée par les voiliers du port. Legs d'Helena et Kenneth Levy en 1990, l'œuvre fait partie des collections de la National Gallery, à Londres, au Royaume-Uni.